# Cephalocereus scoparius
Cephalocereus scoparius ist eine Pflanzenart aus der Gattung Cephalocereus in der Familie der Kakteengewächse (Cactaceae). Das Artepitheton scoparius stammt aus dem Lateinischen, bedeutet ‚besenartig‘ und verweist auf die Bedornung der Art.

## Beschreibung
Cephalocereus scoparius wächst baumförmig und kandelaberartig mit reich verzweigten, aufsteigenden Trieben, die  Durchmesser von 8 bis 15 Zentimetern aufweisen. Es werden Wuchshöhen von 6 bis 12 Meter erreicht. Der deutlich ausgeprägte Stamm hat einen Durchmesser von bis 30 Zentimeter. Die 14 bis 30 sehr variablen Rippen sind etwas gehöckert und zwischen den Areolen eingedellt. Ihr Querschnitt ist breit dreieckig. Die ein bis zwei Mitteldornen sind schwarz und vergrauen im Alter. Sie sind abgeflacht, etwas steif, gerade oder etwas nach innen gebogen und 1,8 bis 2,1 Zentimeter lang. Die meist fünf bis neun biegsamen Randdornen sind leicht nach unten gebogen. Sie sind anfangs dunkel und werden mit zunehmendem Alter heller. Die Randdornen sind 5 bis 13 Millimeter lang. Der sich an der Triebspitze älterer Triebe befindende blühfähige Teil der Triebe ist mit zahlreichen biegsamen Borsten von 5 bis 13 Zentimeter Länge bedeckt.
Die glockenförmigen Blüten erscheinen in der Nähe der Triebspitzen. Sie sind rötlich, 1,8 bis 2,1 Zentimeter lang und erreichen Durchmesser von bis 3,1 Zentimetern. Ihr Perikarpell und die Blütenröhre sind mit großen Höckern und Schuppen besetzt, die später abfallen. Die kugelförmigen roten Früchte sind bis 3 Zentimeter lang.

## Verbreitung, Systematik und Gefährdung
Cephalocereus scoparius ist in den mexikanischen Bundesstaaten Oaxaca und Veracruz verbreitet.
Die Erstbeschreibung als Pilocereus scoparius erfolgte 1853 durch Heinrich Poselger. Nathaniel Lord Britton und Joseph Nelson Rose stellten die Art 1909 in die Gattung Cephalocereus. Weitere nomenklatorische Synonyme sind Cereus scoparius (Poselg.) A.Berger (1905), Neobuxbaumia scoparia (Poselg.) Backeb. (1941) und Carnegiea scoparia (Poselg.) P.V.Heath (1992).
In der Roten Liste gefährdeter Arten der IUCN wird die Art als „Least Concern (LC)“, d. h. als nicht gefährdet geführt.

## Nachweise